# سيدني هاتش
سيدني هاتش (بالإنجليزية: Sidney Hatch) هو عداء مراثوني أمريكي، ولد في 18 أغسطس 1883 في فورست ريفر في الولايات المتحدة، وتوفي في 17 أكتوبر 1966 في مايوود في الولايات المتحدة.

## وصلات خارجية
- سيدني هاتش على موقع أوليمبيديا (الإنجليزية)